# Варлен, Эжен
Луи́ Эже́н Варле́н (фр. Louis Eugène Varlin; 5 октября 1839, Кле-Суйи — 28 мая 1871, Париж) — французский революционер, деятель Парижской коммуны и Международного товарищества рабочих.

## Биография
Эжен Варлен родился в семье французского крестьянина. Подростком он устроился работать переплётчиком и к двадцати годам стал старшим мастером в переплетной фирме мадам Деньер, выполнявшей заказы императорского двора. Стремясь к знаниям, в 1861 году он оканчивает бесплатные курсы для рабочих, получив награды за успехи в геометрии, счетоводстве и французском языке. Кроме учёбы, чтения и любительского хора, немало времени занимает забота о младшем брате Луи, который был частично парализован. Вместе с тем Варлен становится одним из учредителей, а чуть позже — членом совета общества переплётчиков.
Начиная с 1864 года Эжен Варлен активно участвует в организации забастовок: склоняет рабочих-переплётчиков к стачкам, собирает деньги на помощь бастующим. В связи с этим его исключают из общества переплётчиков, находящегося под контролем государства. В 1865 году, сразу после организации французской секции Международного товарищества рабочих (Первого интернационала), Варлен вступает в него. Он увлекается идеями Прудона, но не принимает наиболее умеренных его лозунгов, таких, как неучастие в политической борьбе. В том же году он организует издание «Рабочей трибуны», газеты Интернационала, а также участвует в конференции Интернационала в Лондоне как делегат французской секции.
В 1866 году он организует общество взаимопомощи и взаимного кредита и становится его председателем, вскоре организует сеть дешёвых столовых для рабочих. Тем временем Интернационал во Франции переходит на нелегальное положение, против него начинаются судебные процессы, и в октябре 1868 года Варлен на три месяца попадает в тюрьму. В 1869 году он становится одним из руководителей забастовочного движения, хотя в это время считает, что стачка «представляет порочный круг, в котором как бы бесконечно вращаются усилия рабочих». Забастовки он использует для организации рабочих и привлечения их в Интернационал.
После низложения Наполеона III и организации правительства «национальной обороны» Варлен организует Национальную гвардию в VI округе Парижа и участвует в создании Центрального комитета Национальной гвардии. Чуть позже он становится секретарем мэрии XVII округа, во время блокады и голода занимаясь организацией продовольственного снабжения района и по-прежнему поддерживая ранее созданную сеть столовых.

Eugène Varlin by Vallotton.

В 1871 году, после объявления Парижской коммуны Варлен стремится усилить влияние в ней социалистов, но среди них нет единства. Многие прудонисты по-прежнему считают, что следует добиваться лишь социальных, но не политических преобразований. Он достигает успеха в финансовых вопросах: получает от Французского банка деньги на жалованье гвардейцам, вместе с Франсуа Журдом руководит финансовой комиссией, не допуская обычного для Коммуны беспорядка в делах, затем становится членом продовольственной комиссии. Вместе с тем, переговоры с официально признанными мэрами Парижа и депутатами Национального собрания он ведёт безуспешно.
После 30 апреля 1871 года Коммуна раскололась на «большинство» — нео-якобинцев и бланкистов, сторонников создания Комитета общественного спасения (который не справился с возложенными на него задачами) и «меньшинство» — социалистов-прудонистов, в числе которых был и Варлен. В военных делах Коммуны царит наибольшая неразбериха; это касалось и снабжения — защитникам Коммуны не хватало оружия, обмундирования, продовольствия, тогда как в тылу и штабах в них не было недостатка. Это привело к тому, что 2 мая руководителей Управления по снабжению Национальной гвардии смещают и назначают на их место Варлена. Он вводит строгий контроль и экономию, одновременно защищая своих предшественников от необоснованных обвинений в хищениях.
С 21 мая, когда версальские войска вошли в Париж, Варлен сражается на баррикадах. 25 мая, в день смерти Делеклюза — становится гражданским делегатом по военным делам вместо него. Он пытается предотвратить расстрел коммунарами заложников, но собравшаяся толпа его не слушает. 28 мая 1871 года, когда версальские войска захватили Париж, Эжен Варлен, оставшийся без патронов, был схвачен и расстрелян.